# Hans Mikkelsen Ravn
Hans Mikkelsen Ravn (latiniserat Corvinus), född 1610 vid Grenå, död 10 augusti 1663 i Ørslev, var en dansk författare, skolman och präst. 
Kort efter att ha tagit teologisk examen fick Ravn anställning som lärare vid Herlufsholm skola och snart därefter som rektor vid Slagelse skola, där han stannade i tolv år (1640–1652), innan han kallades till sockenpräst i Ørslevs och Sønder Bjerge socknar nära Skælskør.
Ravn hade sinne för modersmålets välklang och studerade rytmiska och metriska förhållanden i dansk poesi och författade på detta område Rhytmologia danica (1649) och några otryckta bidrag til det danska språkets historia. Han ägnade sig även åt pedagogiska frågor och uttalade, i en mycket frimodig skrivelse, hur skolväsendet borde ordnas. 
Den skrift, med vilken Ravn främst förknippas, är dock hans Heptachordum danicum (1646), det första arbetet i sitt slag, en blandning av en musikteori, kompositionslära och översikt över musikens historia i Danmark, ända från de gamla skalderna, Saxo och kämpavisorna fram till författarens egen tid. Slutligen gav han, i en särskild avhandling, Logistica harmonica, en utläggning av de för tonerna gällande matematiska förhållandena.